# Nevermind
Nevermind је други студијски албум гранџ групе Nirvana из 1991. године. На албуму се налазе неки од најпознатијих синглова групе: Smells like teen spirit, Come as you are, In bloom и Lithium. Песма Smells like teen spirit је не само најпознатији сингл групе, него и једна од најпознатијих рок песама икада. Овај албум је подигао гранџ на светски ниво, па је помогао не само популаризацији групе, него и других бендова из Сијетла као што су: Перл Џем, Алис ин чејнс и Саундгарден. Продато је око 26 милиона копија овог албума. Током снимања албума, у бенду су били следећи чланови: певач и гитариста Курт Кобејн, басиста Крист Новоселић, и бубњар Дејв Грол. Оcим „Smells Like Teen Spirit“, коју заједно потписују Грол, Кобејн и Новоселић, све песме је написао Курт Кобејн.
На омоту албума се налази четворомесечна беба Спенсер Елден.

## Песме
На албуму се налазе следеће песме:
1. 5:01
2. – 4:14
3. – 3:39
4. – 3:03
5. – 4:17
6. – 2:57
7. – 2:22
8. – 3:43
9. – 2:36
10. – 3:32
11. – 3:16
12. – 3:55